# Brett Dier
Brett Dier (London, Ontário, 14 de fevereiro de 1990) é um ator canadense, mais conhecido por seu papel como Luke Matheson em Ravenswood e Michael Cordero Jr. em Jane the Virgin.

## Filmografia
| Ano                                       | Título                            | Papel                                   |
| ----------------------------------------- | --------------------------------- | --------------------------------------- |
| 2006                                      | Family in Hiding                  | Matt Peterson                           |
| 2006                                      | The Secrets of Comfort House      | Bradley                                 |
| 2007                                      | Seventeen and Missing             | Kevin Janzen                            |
| 2007                                      | Batalha de Seattle                | Manifestante                            |
| 2007                                      | Kaya                              | Jake (1 episódio)                       |
| 2007                                      | Aliens in America                 | Junior (1 episódio)                     |
| 2008                                      | Smallville                        | Clark Kent substituto                   |
| 2008                                      | Every Second Counts               | Caden                                   |
| 2008                                      | Fear Itself                       | Derek Edlund (1 episódio)               |
| 2008                                      | Iron Man - O Homem de Ferro       | Andy Erwin (1 episódio)                 |
| 2009                                      | Phantom Racer                     | Taz                                     |
| 2009                                      | The Troop                         | Richard                                 |
| 2010                                      | Meteor Storm                      | Jason Young                             |
| 2010                                      | Diário de um Banana               | B-boy                                   |
| 2010                                      | Supernatural                      | Dylan (1 episódio)                      |
| 2010                                      | V                                 | James May (1 episódio)                  |
| 2010                                      | Dear Mr. Gacy                     | Marcus                                  |
| 2010                                      | Goblin                            | Matt                                    |
| 2010                                      | Made... The Movie                 | Marshall                                |
| 2011                                      | Shattered                         | Jonah Simms (1 episódio)                |
| 2011                                      | Goodnight for Justice             | Clerk (jovem)                           |
| 2011                                      | Endgame                           | Kitch Huxley (1 episódio)               |
| 2011                                      | Flashpoint                        | Jamie Dee / Dracy Dunleavy (1 episódio) |
| 2011                                      | Superbook                         | Um cara durão (1 episódio)              |
| 2011                                      | Mr. Young                         | Hutch (7 episódios)                     |
| 2012                                      | Blackstone                        | Jake (1 episódio)                       |
| 2012                                      | The Secret Circle                 | Kyle (1 episódio)                       |
| 2012                                      | Mega Cyclone                      | Will Newmar                             |
| 2012                                      | The L.A. Complex                  | Brandon Kelly (7 episódios)             |
| 2012                                      | Ghost Storm                       | Rob                                     |
| 2013                                      |                                   |                                         |
| Emily Owens, M.D.                         | Henry                             |                                         |
| Bomb Girls                                | Gene Corbett (4 episódios)        |                                         |
| Barbie e as Sapatilhas Mágicas            | Dillon / Príncipe Seigfried (voz) |                                         |
| The Wedding Chapel                        | Larry (jovem)                     |                                         |
| Pretty Little Liars                       | Luke Matheson                     |                                         |
| Mighty Mighty Monsters in Halloween Havoc | Jacob (voz)                       |                                         |
| 2013-2014                                 | Ravenswood                        | Luke Matheson (10 episódios)            |
| 2014                                      | The Hazing Secret                 | Brian                                   |
| 2014                                      | Grace: The Possession             | Brad                                    |
| 2014                                      | Poker Night                       | Novo detetive                           |
| 2015                                      | Exeter                            | Brad                                    |
| 2015                                      | Backstrom                         | Archie Danforth (1 episódio)            |
| 2015                                      | Vote #TeamMichael (vídeo)         | Ele mesmo                               |
| 2014-2017                                 | Jane the Virgin                   | Michael Cordero Jr.                     |